# August Ludwig von Nostitz

August Ludwig von Nostitz

August Ludwig Ferdinand Graf von Nostitz-Rieneck  (* 27. Dezember 1777 in Zessel, Landkreis Oels; † 28. Mai 1866 in Berlin) war ein preußischer General der Kavallerie, Generaladjutant Friedrich Wilhelm III. und von 1850 bis 1859 preußischer Gesandter in Hannover und Oldenburg sowie Erbherr auf Zobten und Zyrowa. Er rettete in der Schlacht bei Ligny Generalfeldmarschall Blücher das Leben.

## Leben

### Herkunft
Seine Eltern waren Georg August Ludwig von Nostitz-Rieneck (1753–1795) und dessen Ehefrau Johanna, geborene Freiin von Reiswitz-Kaderzin und Grabowka (1756–1840). Sein Vater war preußischer Leutnant und Adjutant des Generalleutnants von Werner sowie Herr auf Zobten bei Löwenberg.

### Werdegang

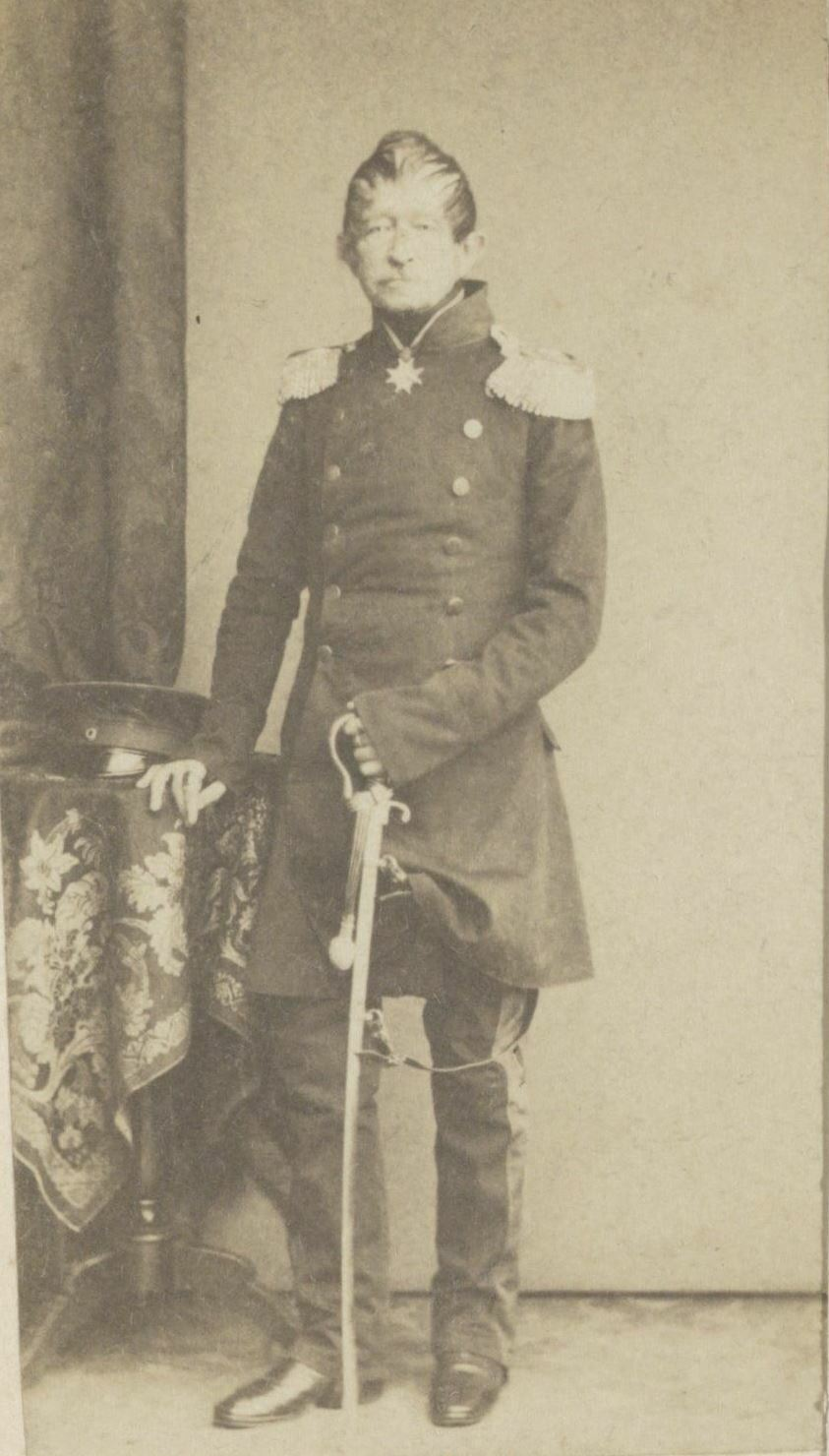
Von Nostitz

Nostitz wurde 1802 als Sekondeleutnant dem Regiment der Gardes du Corps der Preußischen Armee aggregiert. Am 19. Februar 1803 wurde er mit Patent vom 17. Februar 1800 in das neuerrichtete Dragoner-Regiment Nr. 14 versetzt und avancierte am 31. Januar 1804 zum Premierleutnant. Während seiner Stationierung in Münster lernte er Blücher kennen. Es wird gesagt, dass sich beide beim Kartenspielen getroffen haben. Im Vierten Koalitionskrieg kämpfte er in der Schlacht bei Jena, anschließend im Gefecht bei Nordhausen, bevor er bei der Kapitulation von Prenzlau in Gefangenschaft geriet aber auf Ehrenwort entlassen wurde. 
Nach dem Krieg wurde Nostitz am 10. Juli 1809 Stabsrittmeister der Armee, demissionierte aber am 24. Februar 1810. Er nutzte die Zeit für Reisen durch Italien und Frankreich, wo er auch Napoleon in Paris vorgestellt wurde. Während der Befreiungskriege kämpfte er in den Schlachten bei Großgörschen, Bautzen, an der Katzbach, Leipzig, Laon, Paris, Ligny und Belle Alliance. In der Zeit wurde er am 5. März 1813 zunächst dem Schlesische Ulanen-Regiment aggregiert, im März 1813 kam er bereits in das Schlesischer National-Kavallerie-Regiment. Am 30. Juni 1813 kam er als Rittmeister zum Adjutanten des Generalfeldmarschalls Blücher, am 17. Dezember 1813 wurde er bereits zum Major befördert. Bei Bautzen erwarb er sich das Eiserne Kreuz II. Klasse, bei Paris den Orden des Heiligen Georg IV. Klasse sowie am 13. April 1814 das Eiserne Kreuz I. Klasse und am 24. April 1814 den Schwertorden.
Am 11. Juli 1815 wurde er zum Oberstleutnant befördert, zudem erhielt er am 4. August 1815 das Ritterkreuz des Militär-Maria-Theresien-Ordens. Er rettete in der Schlacht bei Ligny Blücher das Leben. Am 10. Dezember 1816 erhielt Nostitz den Orden des Heiligen Wladimir III. Klasse. Am 18. Juni 1818 wurde er zum Oberst befördert, kam am 6. Oktober 1819 als Flügeladjutant zum König Friedrich Wilhelm III. und erhielt das Kommando über das Garde-Husaren-Regiment. Am 22. Oktober 1821 wurde er als Kommandeur in die 2. Garde-Kavallerie-Brigade versetzt. Am 18. Juni 1825 erhielt er die Beförderung zum Generalmajor und am 5. November 1828 wurde er Generaladjutant des Königs, blieb aber weiter Kommandeur der 2. Garde-Kavallerie-Brigade und erhielt den Orden Pour le Mérite mit Eichenlaub. Den Russisch-Türkischen Krieg von 1828 erlebte er im Hauptquartier des Zaren Nikolaus.
Vom 24. September 1830 bis zum 30. März 1832 war Nostitz Chef des Generalstabes beim Generalgouvernement der Provinzen Niederrhein und Westfalen. Anschließend fungierte er wieder als Kommandeur der 2. Garde-Kavallerie-Brigade, bis er dann am 30. Mai 1835 zum 2. Kommandant von Berlin ernannt wurde. Am 30. März 1838 bekam er die Beförderung zum Generalleutnant, musste seine Stellung als 2. Kommandant aber aufgeben, blieb aber Generaladjutant des Königs, am 5. Oktober 1838 bekam er den Russischen Weißen Adler-Orden, dazu am 15. Oktober 1840 den Roten Adlerorden I. Klasse und am 25. Oktober 1842 das Großkreuz des Verdienstordens der Bayerischen Krone. Am 12. Dezember 1842 wurde Nostitz dem 5. Husaren-Regiment aggregiert und am 15. Februar 1842 zum Regimentschef ernannt. 1843 erwarb er die Burg Waldstein im Landkreis Glatz. Am 26. September 1843 bekam er den Alexander-Newski-Orden mit Brillanten und am 17. Oktober 1846 das Großkreuz des Ordens Heinrich des Löwen.
Am 15. Mai 1848 bekam er den Abschied mit Pension, am 30. Januar 1849 erhielt er noch den Charakter als General der Kavallerie mit der Erlaubnis die Uniform des 5. Husaren-Regiments zu tragen. Vom 10. Oktober 1850 wurde er mit Uniform zur Disposition gestellt, um dann bis 1859 als preußischer Gesandter nach Hannover zu gehen. In der Zeit ernannte ihn der König am 18. Januar 1852 zum Ritter des Schwarzen Adlerordens und am 6. November 1852 erhielt Nostitz das Patent zu seinem Dienstgrad.
Er starb am 28. Mai 1866 in Berlin, wurde auf sein Gut Zobten bei Löwenberg überführt und dort am 31. Mai 1866 beigesetzt.
Zu Ehren des Generals trägt in Berlin-Kreuzberg bereits seit dem 4. Juli 1865 die ehemalige Straße Nr. 25 des Bebauungsplans (Abtlg. II) den Namen Nostitzstraße. Die Benennung erfolgte noch vor seinem Tod, da sie zur 50-Jahr-Feier der Schlacht von Ligny und Waterloo vorgenommen wurde. Bis zum 13. Dezember 1934 nannte sich die heutige Kiesstraße in Berlin-Lankwitz und Berlin-Lichterfelde Nostitzstraße.

### Familie
Nostitz heiratete am 8. Mai 1829 in Berlin Klara Luise Gräfin von Hatzfeldt (1807–1858). Sie war eine Tochter des Generalleutnants Franz Ludwig von Hatzfeldt und wurde im Gewölbe der St.-Hedwigs-Kirche in Berlin beigesetzt. Das Paar hatte mehrere Kinder:
- Maria Pauline Johanna Amalie Mathilde (* 1832) ⚭ Franz Grimm von Grimmenstein (1819–1892), preußischer Premierleutnant, Ehrenritter des Malteserordens, Sohn des Generals Franz Christian Grimm von Grimmenstein[2]
- Franziska (1833–1870) ⚭ 1861 Alexander Graf Strachwitz von Gross-Zauche und Camminetz (1817–1866)
- Friedrich (1835–1916), preußischer Major a. D. ⚭ Ellinor von Johnston (1868–1938)